# Rio Pentemina
Rio Pentemina este o arie protejată (arie specială de conservare — SAC, sit de importanță comunitară — SCI) din Italia întinsă pe o suprafață de 294 ha, integral pe uscat.

## Localizare
Centrul sitului Rio Pentemina este situat la coordonatele 44°32′02″N 9°06′07″E / 44.534°N 9.102°E.

## Înființare
Situl Rio Pentemina a fost declarat sit de importanță comunitară în iunie 1995 pentru a proteja 25 de specii de animale. Situl a fost protejat și ca arie specială de conservare în octombrie 2016.

## Biodiversitate
Situată în ecoregiunea continentală, aria protejată conține 4 habitate naturale: Păduri aluvionare cu Alnus glutinosa și Fraxinus excelsior (Alno-Padion, Alnion incanae, Salicion albae), Păduri de Castanea sativa, Pajiști uscate europene, Pajiști uscate seminaturale și facies de acoperire cu tufișuri pe substraturi calcaroase (Festuco-Brometalia) (* situri importante pentru orhidee).
La baza desemnării sitului se află mai multe specii protejate:
- păsări (17): Certhia brachydactyla, mierla de apă (Cinclus cinclus), cuc (Cuculus canorus), presură bărboasă (Emberiza cirlus), măcăleandru (Erithacus rubecula), cinteză (Fringilla coelebs), gaiță (Garrulus glandarius), codobatură de munte (Motacilla cinerea), pițigoi mare (Parus major), pitulice de munte (Phylloscopus collybita), ciocănitoarea verde (Picus viridis), mugurarul (Pyrrhula pyrrhula), țiclete (Sitta europaea), scatiu (Spinus spinus), silvie cu cap negru (Sylvia atricapilla), mierlă (Turdus merula), sturz-cântător (Turdus philomelos)
- amfibieni (2): Salamandrina terdigitata, Speleomantes strinatii
- mamifere (1): lupul (Canis lupus)
- nevertebrate (2): Austropotamobius pallipes, Euplagia quadripunctaria
- pești (3): Barbus caninus, Barbus plebejus, Telestes muticellus

Pe lângă speciile protejate, pe teritoriul sitului au mai fost identificate 10 specii de plante, 2 specii de păsări, 4 specii de amfibieni, 3 specii de mamifere, 1 specie de pești, 2 specii de reptile.